# Meeghan Bell
Meeghan Bell ist eine ehemalige australische Squashspielerin.

## Karriere
Meeghan Bell spielte von 1991 bis 1997 auf der WSA World Tour und erreichte auf dieser in diesem Zeitraum zwei Finals. Ihre höchste Platzierung in der Weltrangliste erreichte sie mit Rang 14 im Jahr 1997. Von 1992 bis 1996 stand sie viermal im Hauptfeld der Weltmeisterschaft und erzielte ihr bestes Resultat jeweils mit dem Einzug in die zweite Runde bei den Turnieren in den Jahren 1994 und 1996. 1994 scheiterte sie an Sarah Fitz-Gerald, zwei Jahre darauf schied sie gegen Liz Irving aus.
Nach ihrer aktiven Karriere war sie zunächst im Gastgewerbe sowie in der Film- und Medienbranche tätig, ehe sie Fitnesstrainerin wurde. Sie hat einen Bachelorabschluss in Kommunikationswissenschaften.